# راي وود
راي وود (بالإنجليزية: Ray Wood)‏ (11 يونيو 1931 في المملكة المتحدة - 7 يوليو 2002 في المملكة المتحدة) هو مدرب كرة قدم ولاعب كرة قدم إنجليزي وبريطاني في مركز حراسة المرمى. شارك مع منتخب إنجلترا تحت 21 سنة لكرة القدم ومنتخب إنجلترا لكرة القدم. أما مع النوادي، فقد لعب مع برادفورد سيتي ومانشستر يونايتد ونادي بارنسلي وهدرسفيلد تاون ودارلينجتون إف سى.

## وصلات خارجية
- راي وود على موقع قاعدة بيانات كرة القدم.إي يو (الإنجليزية)
- راي وود على موقع ناشيونال فوتبول تيمز (الإنجليزية)